# Hopea acuminata
Hopea acuminata är en tvåhjärtbladig växtart som beskrevs av Elmer Drew Merrill. Hopea acuminata ingår i släktet Hopea och familjen Dipterocarpaceae. Inga underarter finns listade i Catalogue of Life.